# Neumühle/Elster
Neumühle/Elster – dzielnica (Ortsteil) miasta Greiz w Niemczech, w kraju związkowym Turyngia, w powiecie Greiz. Do 30 grudnia 2019 samodzielna gmina, której niektóre zadania administracyjne realizowane były już przez to miasto. Miasto Greiz pełniło rolę "gminy realizującej" (niem. "erfüllende Gemeinde").